# 鉄槌打ち
鉄槌打ち（てっついうち）もしくは鉄槌とは、空手・拳法などで使われる打ち技の一種。

## 概要

鉄槌／使用部位：マークの部分

正拳と同じ握りで手の小指側の面、すなわち鉄槌にて相手を打つ技であり、左右・前方・下方など広い範囲を攻撃することができる。拳面を痛める可能性のある固い部位を攻撃する場合などにも有効である。
一般に空手の型では、肩上に手を振り上げてから相手に打ち込む動作であるが、空手の源流である唐手（トーディー）の型の場合、トンファーや棒・棍（こん）などで打ちかかる動作に繋がる。

## 空手道
空手の組手・型の動作においては、相手の中段突きを受けた手で腕や道着を掴んで手前に引き落とし、態勢の崩れた相手の後頭部に逆側の手で鉄槌を当てる・捕らえた腕の肘関節の逆を打つ、上段突きに自身の体を低く沈めながらかわして相手の脇腹を横に薙ぐように払い打つ、中段突き・前蹴り等を受け流す・体を捌くなどして相手の背後に出つつ腰の後背面を打つ。あるいは様々の場面で突き・蹴りを打ち落とす受けにも使用される。
後頭部・肋軟骨・後背面（腎臓部）など当てれば致命的打撃になる（肘関節なら打ち折れるような）位置を狙うように訓練されるが、競技試合ではすべて反則部位につながるため、競技・試合重視の練習では軽視される要因ともいえるが、伝統派の団体等においては約束組手・型演武などで普通に練習される。

## 柔道
講道館柔道の形のうちには、鉄槌で打ちかかってきた相手をいろいろな投技で返すものが存在する。受（うけ）が拳を大きく振りかぶり、取（とり）の頭部を目掛けて拳の豊隆部（渦巻きと呼ぶ、鉄槌のこと）で打ち下ろす動作から入る。それは「投の形」のうち、「手技」の部の「背負投」、「腰技」の部の「浮腰」、「真捨身技」の部の「裏投」、「横捨身技」の部の「横車」において見られる。。

## 近代格闘技と鉄槌
本来空手の型にある技は武器術を含むため、素手を基本にした本土の“空手”においては使えない技術と思われており、実際に近代の空手家の中には軽視する者も多かった。
しかし、近年盛んに各団体で大会が行われている総合格闘技では、寝技での攻防において鉄槌打ちの有効性が再評価されつつある。これは相手の顔面に向け拳を振り抜く必要があるグラウンドパンチに比べ、鉄槌打ちは脇を締めて打つことが容易で、短い距離でも強く打つことが可能であり、自らの体勢を崩さずに攻撃を続行できる点が大きい。また、拳と比較すると肉厚のため痛めづらく、見た目以上に防御が難しくダメージも大きい技であるとの声もある。
また、K-1などボクシングに比べ規制の緩い立ち技格闘技でも、コーナーに詰まった相手に対しチョッピング・ブロー（打ち下ろしのストレート）よりも打ちやすい鉄槌打ちを使う選手がいる（ボブ・サップ、ドラゴなど）。ただしこれは厳密にいえば反則であり、目に余る際は警告、もしくは減点の処分がなされる可能性がある（K-1インターナショナルルール・第6条【反則技】第1項より）。

## 回転鉄槌
旋回して鉄槌を打ち込む技（バックハンドブロー）もあり、こちらは裏拳打ちに比べ負傷しにくい鉄槌を使うため、素手の場合はより自身の拳を傷めるリスクが少ない。